# 오샤레이즘
오샤레이즘(おしゃれイズム 오샤레이즈무[*])은 매주 일요일 22:00 ~ 22:30(JST)에 방송되는 토크 프로그램이다.
2005년 3월 27일까지 방송되었던 오샤레 칸케이(おしゃれカンケイ)의 후속 프로그램이기도 하다.

## 개요
스폰서는 일본 최대의 화장품 회사 시세이도이다.
오프닝 테마는 서브 MC 후지키 나오히토가 작곡한 summer. 간혹 BGM으로 흐르는 thanks 역시 후지키 나오히토 작곡.

## 사회
- 우에다 신야(크림스튜)
- 후지키 나오히토
- 모리 이즈미

## 게스트

### 2005년
| 2005년 게스트 | 2005년 게스트 | 2005년 게스트                                           | 2005년 게스트 |
| 회수          | 방송일        | 게스트                                                  | 비고          |
| ------------- | ------------- | ------------------------------------------------------- | ------------- |
| 1             | 4월 10일      | 미즈키 아리사/이와키 코이치                             | 1시간 스페셜  |
| 2             | 4월 17일      | 아사다 미요코                                           |               |
| 3             | 4월 24일      | 요코야마 메구미                                         |               |
| 4             | 5월 1일       | 타마루 마키                                             |               |
| 5             | 5월 8일       | 키시타니 고로                                           |               |
| 6             | 5월 15일      | 와카츠키 치나츠                                         |               |
| 7             | 5월 22일      | 이가와 하루카                                           |               |
| 8             | 5월 29일      | 앙가루즈                                                |               |
| 9             | 6월 5일       | 모리 쿠미코                                             |               |
| 10            | 6월 12일      | 사토 히로미치                                           |               |
| 11            | 6월 19일      | 이시다 아유미                                           |               |
| 12            | 6월 26일      | 후지이 후미야                                           |               |
| 13            | 7월 3일       | YOU                                                     |               |
| 14            | 7월 10일      | 후쿠자와 아키라                                         |               |
| 15            | 7월 17일      | 세키네 츠토무                                           |               |
| 16            | 7월 24일      | 다이치 마오                                             |               |
| 17            | 7월 31일      | 카미키 류노스케                                         |               |
| 18            | 8월 7일       | 타케시타 요시에, 스가야마 카오루(전일본 여자 배구 대표) |               |
| 19            | 8월 14일      | 이즈미야 시게루                                         |               |
| 20            | 8월 28일      | 이즈미 핀코                                             |               |
| 21            | 9월 4일       | 마루야마 카즈야                                         |               |
| 22            | 9월 18일      | 시라이시 미호                                           |               |
| 23            | 10월 2일      | 히사모토 마사미, 시바타 리에                            |               |
| 24            | 10월 9일      | 타카다 준지                                             |               |
| 25            | 10월 16일     | 토코로 조지, 타치 히로시                                | 1시간 스페셜  |
| 26            | 10월 23일     | 나카고시 노리코                                         |               |
| 27            | 10월 30일     | 다카하시 카츠미                                         |               |
| 28            | 11월 6일      | 타카시마 마사히로, 실비아 그랍                          |               |
| 29            | 11월 13일     | KABA.짱, IKKO                                           |               |
| 30            | 11월 20일     | 무로이 시게루                                           |               |
| 31            | 11월 27일     | 오스기 키미에, 니시오 유카리, 스즈에 나나(NTV 아나운서) |               |
| 32            | 12월 4일      | 카타히라 나기사                                         |               |
| 33            | 12월 11일     | 마츠모토 이요, 하야미 유, 호리 치에미(큐티★마미)        |               |
| 34            | 12월 25일     | 난카이 캔디즈                                           |               |

### 2006년
| 2006년 게스트 | 2006년 게스트 | 2006년 게스트                                                                     | 2006년 게스트                    |
| 회수          | 방송일        | 게스트                                                                            | 비고                             |
| ------------- | ------------- | --------------------------------------------------------------------------------- | -------------------------------- |
| 1             | 1월 8일       | Mr.매릭, 마기 시로, 에비하라 유리, 컨닝 타케야마                                  | 신춘 스페셜                      |
| 2             | 1월 15일      | 오구라 토모아키                                                                   |                                  |
| 3             | 1월 22일      | 카타야마 사츠키                                                                   |                                  |
| 4             | 1월 29일      | 미우라 가즈요시                                                                   |                                  |
| 5             | 2월 5일       | 오리엔탈 라디오                                                                   |                                  |
| 6             | 2월 12일      | 차장과장                                                                          |                                  |
| 7             | 2월 19일      | 쿠보타 토시노부                                                                   |                                  |
| 8             | 2월 26일      | 토키토 사부로                                                                     |                                  |
| 9             | 3월 5일       | 코바야시 사토미                                                                   |                                  |
| 10            | 3월 12일      | 모리 쿠미코, 이소노 키리(당시 이소노 키리코), 마르시아, 무로이 유즈키 타카기 미호 | 오샤레이즘 여자 축제             |
| 11            | 3월 19일      | 미나미노 요코, 하다 미치코, 린카, 마챠마챠                                        | 독신 미녀!                       |
| 12            | 3월 26일      | 쿠로키 히토미                                                                     |                                  |
| 13            | 4월 9일       | 벡키                                                                              |                                  |
| 14            | 4월 16일      | 무라카미 아이코                                                                   |                                  |
| 15            | 4월 23일      | 이시다 준이치, 쿠로다 아더, 호사카 나오키                                         |                                  |
| 16            | 4월 30일      | 니시카와 아야코                                                                   |                                  |
| 17            | 5월 7일       | 카토리 싱고                                                                       |                                  |
| 18            | 5월 14일      | 타니 료코                                                                         | 후쿠오카 방송 A스튜디오에서 녹화 |
| 19            | 5월 21일      | 사사키 켄스케, 호쿠토 아키라                                                      |                                  |
| 20            | 5월 28일      | 나카무라 타마오                                                                   |                                  |
| 21            | 6월 4일       | 쟈가 요코다, 키노시타 히로카츠                                                    |                                  |
| 22            | 6월 11일      | 모리산츄                                                                          |                                  |
| 23            | 6월 18일      | 미공개 토크 편                                                                    |                                  |
| 24            | 6월 25일      | 아이다 쇼코                                                                       |                                  |
| 25            | 7월 2일       | 나가세 토모야                                                                     |                                  |
| 26            | 7월 9일       | 도모코 코이치                                                                     |                                  |
| 27            | 7월 16일      | 더 터치                                                                           |                                  |
| 28            | 7월 23일      | 아카시야 산마                                                                     | 1시간 스페셜                     |
| 29            | 7월 30일      | 모리 아키코                                                                       |                                  |
| 30            | 8월 6일       | 각본가 쿠도 칸쿠로                                                                |                                  |
| 31            | 8월 13일      | 와다 아키코                                                                       |                                  |
| 32            | 8월 20일      | 고 히로미                                                                         |                                  |
| 33            | 8월 27일      | 이시하라 요시즈미                                                                 |                                  |
| 34            | 9월 3일       | 앙가루즈                                                                          |                                  |
| 35            | 9월 10일      | 와타나베 마리나                                                                   |                                  |
| 36            | 9월 17일      | 아이카와 쇼                                                                       |                                  |
| 37            | 9월 24일      | 다카하시 조지, 미후네 미카                                                        |                                  |
| 38            | 10월 1일      | 타카시마 치사코                                                                   |                                  |
| 39            | 10월 8일      | 타카하타 아츠코, 아리가 사츠키, 아오타 노리코, 치카 쿠라라, 마리에                |                                  |
| 40            | 10월 15일     | 타마키 히로시                                                                     |                                  |
| 41            | 10월 22일     | 카메나시 카즈야                                                                   |                                  |
| 42            | 10월 29일     | 코니시 마나미                                                                     |                                  |
| 43            | 11월 5일      | 아키요시 쿠미코                                                                   |                                  |
| 44            | 11월 12일     | 다나카 레나                                                                       |                                  |
| 45            | 11월 19일     | 다나카 미사코                                                                     |                                  |
| 46            | 11월 25일     | 세키네 츠토무, 세키네 마리 부녀                                                   |                                  |
| 47            | 12월 3일      | 마스다 케이코, 마츠모토 이요, 후지타 토모코, 니시무라 토모미, 다이타 히카루       | 여자 축제! 연예인 와이프 SP      |
| 48            | 12월 10일     | CHEMISTRY                                                                         |                                  |
| 49            | 12월 24일     | 신조 츠요시                                                                       |                                  |

### 2007년
| 2007년 게스트 | 2007년 게스트 | 2007년 게스트                                                        | 2007년 게스트                 |
| 회수          | 방송일        | 게스트                                                               | 비고                          |
| ------------- | ------------- | -------------------------------------------------------------------- | ----------------------------- |
| 1             | 1월 7일       | 아라카와 시즈카, 카리나, 히로스에 료코, 히사모토 마사미, 헨미 에미리 | 1시간 스페셜                  |
| 2             | 1월 21일      | 게키단 히토리                                                        |                               |
| 3             | 1월 28일      | 아즈마 미키히사, 사카구치 켄지, 호소카와 시게키                      |                               |
| 4             | 2월 4일       | 아즈마 미키히사, 사카구치 켄지, 호소카와 시게키                      |                               |
| 5             | 2월 11일      | 타카 안도토시                                                        |                               |
| 6             | 2월 18일      | 마츠이 카즈요, 호리 치에미, 마츠노 아키미, 자가 요코다               | 연예인 와이프 SP              |
| 7             | 2월 25일      | 쿠마가와 테츠야                                                      |                               |
| 8             | 3월 4일       | 마루야마 카즈야, 호쿠무라 아키오, 스미타 히로코, 이소노 키리         |                               |
| 9             | 3월 11일      | 보비 올로건, 앤디 올로곤                                             |                               |
| 10            | 3월 18일      | 편집 '연예인의 아름다운 라이프 스타일 대공개!!'                      |                               |
| 11            | 3월 25일      | 가와시마 나오미, 혼조 마나미, 오기와 마주, 아다치 유미, SHEILA       | 미녀들의 라이프 스타일 스페셜 |
| 12            | 4월 1일       | 히가시코쿠바루 히데오(미야자키현지사)                                | TV 미야자키 스튜디오에서 녹화 |
| 13            | 4월 15일      | 다케다 구미코                                                        |                               |
| 14            | 4월 22일      | 마쓰모토 준                                                          |                               |
| 15            | 4월 29일      | 구로카와 키쇼                                                        |                               |
| 16            | 5월 6일       | 기쿠카와 레이, 이시카와 아사미, 다마루 마키                          |                               |
| 17            | 5월 13일      | 나가부치 쓰요시                                                      |                               |
| 18            | 5월 20일      | 오기야하기                                                           |                               |
| 19            | 5월 27일      | 아야도 지에                                                          |                               |
| 20            | 6월 3일       | 다나카 타쿠시 모자, 시나가와 히로시 모자, 왓키 모자, 쿠로짱 모자     |                               |
| 21            | 6월 10일      | 기타노 다케시                                                        |                               |
| 22            | 6월 17일      | 스가 켄타                                                            |                               |
| 23            | 6월 24일      | 시마다 요시치                                                        |                               |
| 24            | 7월 1일       | 다카노하나 고지, 고노 게이코 부부                                    |                               |
| 25            | 7월 8일       | 야마구치 다쓰야                                                      |                               |
| 26            | 7월 15일      | 구니나카 료코                                                        |                               |
| 27            | 7월 22일      | 튜토리얼                                                             |                               |
| 28            | 8월 5일       | 타키 앤 츠바사                                                       |                               |
| 29            | 8월 12일      | 쇼후쿠테이 쓰루베                                                    |                               |
| 30            | 8월 19일      | 도코로 조지                                                          | 1시간 스페셜                  |
| 31            | 8월 26일      | 하기모토 킨이치                                                      |                               |
| 32            | 9월 2일       | 오사와 타카오                                                        |                               |
| 33            | 9월 9일       | 야나기하라 카나코                                                    |                               |
| 34            | 9월 16일      | 쿠보 준코                                                            |                               |
| 35            | 9월 23일      | 나카지마 토모코                                                      |                               |
| 36            | 9월 30일      | 히키타 텐코                                                          | 1시간 스페셜                  |
| 37            | 10월 7일      | 미노몬타                                                             |                               |
| 38            | 10월 14일     | 아카니시 진                                                          |                               |
| 39            | 10월 21일     | 나카이 키이치                                                        |                               |
| 40            | 10월 28일     | 오구리 슌                                                            |                               |
| 41            | 11월 4일      | 마쓰오카 슈조                                                        |                               |
| 42            | 11월 11일     | 갸루소네                                                             |                               |
| 43            | 11월 18일     | 호시노 센이치                                                        |                               |
| 44            | 11월 25일     | 기린                                                                 |                               |
| 45            | 12월 2일      | 마스조에 요이치                                                      |                               |
| 46            | 12월 9일      | 미야자키 노부코, 하야마 에레느, 나츠메 미쿠                          |                               |
| 47            | 12월 23일     | 모리야마 미라이                                                      |                               |

### 2008년
| 2008년 게스트 | 2008년 게스트 | 2008년 게스트                                                               | 2008년 게스트 |
| 회수          | 방송일        | 게스트                                                                      | 비고          |
| ------------- | ------------- | --------------------------------------------------------------------------- | ------------- |
| 1             | 1월 6일       | 에비하라 유리, 스잔느                                                       | 1시간 스페셜  |
| 2             | 1월 13일      | 스잔느                                                                      |               |
| 3             | 1월 20일      | 우에다 모모코                                                               |               |
| 4             | 1월 27일      | 오카다 준이치                                                               |               |
| 5             | 2월 3일       | 쿠로키 메이사                                                               |               |
| 6             | 2월 10일      | 코지마 요시오                                                               |               |
| 7             | 2월 17일      | IKKO                                                                        |               |
| 8             | 2월 24일      | 사토 류타                                                                   |               |
| 9             | 3월 2일       | 마츠야마 켄이치                                                             |               |
| 10            | 3월 9일       | 쿠사노 히토시                                                               |               |
| 11            | 3월 16일      | 호리키타 마키                                                               |               |
| 12            | 3월 23일      | 나카오 아키라, 이케나미 시노 부부                                           |               |
| 13            | 3월 30일      | 카미지 유스케, 샌드위치맨                                                   | 1시간 스페셜  |
| 14            | 4월 13일      | 나카마 유키에                                                               |               |
| 15            | 4월 20일      | 제로                                                                        |               |
| 16            | 4월 27일      | 니시오카 스미코                                                             |               |
| 17            | 5월 4일       | 나마세 카츠히사                                                             |               |
| 18            | 5월 11일      | 시로타 유                                                                   |               |
| 19            | 5월 18일      | 오이즈미 요                                                                 |               |
| 20            | 5월 5일       | 미조바타 준페이                                                             |               |
| 21            | 6월 1일       | 미타니 코키                                                                 |               |
| 22            | 6월 8일       | 다이고                                                                      |               |
| 23            | 6월 15일      | 쿠로다 치에코                                                               |               |
| 24            | 6월 22일      | 다카하시 카츠노리                                                           |               |
| 25            | 6월 29일      | 쿠리야마 치아키                                                             |               |
| 26            | 7월 6일       | 무라카미 리카코, 보비 올로건, 츠루노 타케시, 우메미야 안나, 니시무라 토모미 | 1시간 스페셜  |
| 27            | 7월 13일      | 미즈키 아리사, 히로스에 료코, 안                                            |               |
| 28            | 7월 20일      | 마츠오카 마사히로                                                           |               |
| 29            | 7월 27일      | 기무라 요시노                                                               |               |
| 30            | 8월 3일       | 다카하시 다이스케                                                           |               |
| 31            | 8월 10일      | 와타나베 아츠무                                                             |               |
| 32            | 8월 17일      | 시다 미라이                                                                 |               |
| 33            | 8월 24일      | 사쿠라이 쇼                                                                 |               |
| 34            | 8월 31일      | 가라사와 도시아키                                                           |               |
| 35            | 9월 7일       | 에도 하루미                                                                 |               |
| 36            | 9월 14일      | 오타케 시노부                                                               |               |
| 37            | 9월 21일      | 하마구치 쿄코, 키노시타 유키나                                              | 1시간 스페셜  |
| 38            | 10월 5일      | 이쿠타 토마                                                                 |               |
| 39            | 10월 12일     | 미공개 토크                                                                 |               |
| 40            | 10월 19일     | 코이케 텟페이                                                               |               |
| 41            | 10월 26일     | 이게단샤쿠                                                                  |               |
| 42            | 11월 2일      | 하루나 아이                                                                 |               |
| 43            | 11월 9일      | 하야미 모코미치                                                             |               |
| 44            | 11월 16일     | 조이맨                                                                      |               |
| 45            | 11월 23일     | 이치하라 하야토                                                             |               |
| 46            | 12월 7일      | 오오하시 노조미, 이치카와 에비조                                            | 1시간 스페셜  |
| 47            | 12월 21일     | 아이바 마사키                                                               |               |
| 48            | 12월 28일     | 사토다 마이                                                                 |               |

### 2009년
| 2009년 게스트 | 2009년 게스트 | 2009년 게스트                                            | 2009년 게스트                |
| 회수          | 방송일        | 게스트                                                   | 비고                         |
| ------------- | ------------- | -------------------------------------------------------- | ---------------------------- |
| 1             | 1월 4일       | 노쿠보 나오키, 우에하라 미유                             | 신춘 1시간 스페셜            |
| 2             | 1월 18일      | 코가 미호                                                |                              |
| 3             | 1월 25일      | 오도리                                                   |                              |
| 4             | 2월 1일       | 나이토 다이스케                                          |                              |
| 5             | 2월 8일       | 나이츠                                                   |                              |
| 6             | 2월 15일      | 한냐                                                     |                              |
| 7             | 2월 22일      | 테라지마 스스무                                          |                              |
| 8             | 3월 1일       | 마스와카 츠바사                                          |                              |
| 9             | 3월 8일       | 오카다 마사키                                            |                              |
| 10            | 3월 15일      | 토다 에리카                                              |                              |
| 11            | 3월 22일      | 동방신기, 츠치야 안나                                    | 봄 60분 스페셜               |
| 12            | 3월 29일      | 츠치야 안나                                              |                              |
| 13            | 4월 5일       | 특집                                                     |                              |
| 14            | 4월 19일      | NON STYLE                                                |                              |
| 15            | 4월 26일      | 시이나 킷페이                                            |                              |
| 16            | 5월 3일       | 에이쿠라 나나                                            |                              |
| 17            | 5월 10일      | TAKAHIRO                                                 |                              |
| 18            | 5월 17일      | 이케하타 신노스케                                        |                              |
| 19            | 5월 24일      | 에이타                                                   |                              |
| 20            | 5월 31일      | 오카다 준이치                                            |                              |
| 21            | 6월 7일       | 무카이 오사무                                            |                              |
| 22            | 6월 14일      | 후지이 리나                                              |                              |
| 23            | 6월 21일      | 타마키 히로시                                            |                              |
| 24            | 6월 28일      | 안도 미나, 미즈타니 유타카                               | 60분 스페셜                  |
| 25            | 7월 5일       | 미즈타니 유타카                                          |                              |
| 26            | 7월 12일      | 나가세 토모야                                            |                              |
| 27            | 7월 19일      | 마에다 마에다, 사쿠라마야, 히라노 미우                   |                              |
| 28            | 7월 26일      | 츠지 노조미                                              |                              |
| 29            | 8월 2일       | 와카츠키 치나츠                                          |                              |
| 30            | 8월 9일       | 다이토 슌스케                                            |                              |
| 31            | 8월 16일      | 히사모토 마사미                                          |                              |
| 32            | 8월 23일      | 하나와 모자, 레드 요시다 모자, 코모토 준이치 모자        |                              |
| 33            | 9월 6일       | 이모토 아야코                                            |                              |
| 34            | 9월 13일      | 마츠야마 켄이치                                          |                              |
| 35            | 9월 20일      | 후지와라 타츠야                                          |                              |
| 36            | 10월 4일      | 츠마부키 사토시, 오구리 슌, 에이타, 미우라 하루마        | 가을 60분 스페셜             |
| 37            | 10월 11일     | 사사키 노조미                                            |                              |
| 38            | 10월 18일     | 이노우에 마오                                            |                              |
| 39            | 10월 25일     | 코이데 케이스케                                          |                              |
| 40            | 11월 1일      | 아베 사다오                                              |                              |
| 41            | 11월 8일      | 아리요시 히로유키                                        |                              |
| 42            | 11월 15일     | 히로스에 료코                                            |                              |
| 43            | 11월 22일     | 코모리 준                                                |                              |
| 44            | 11월 29일     | 이와쿠마 히사시                                          | 미야기 TV J스튜디오에서 녹화 |
| 45            | 12월 6일      | IMALU                                                    |                              |
| 46            | 12월 20일     | 파파야 스즈키 모자, 이즈미 모토야 모자, 보비 올로건 모자 |                              |
| 47            | 12월 27일     | 아즈마 미키히사, 하다 미치코, 모리 쿠미코                | 교토 60분 스페셜             |

### 2010년
| 2010년 게스트 | 2010년 게스트 | 2010년 게스트 | 2010년 게스트            |
| 회수          | 방송일        | 게스트 | 비고                     |
| ------------- | ------------- | --- | ------------------------ |
| 1             | 1월 3일       | 스기모토 아야, 하다 미치코                                                                                       | 교토 스페셜              |
| 2             | 1월 10일      | 미야자토 아이 |                          |
| 3             | 1월 17일      | 펑크부부 |                          |
| 4             | 1월 24일      | 히가시야마 노리유키                                                                                              |                          |
| 5             | 1월 31일      | 사카이 마사토 |                          |
| 6             | 2월 7일       | 요네쿠라 료코 |                          |
| 7             | 2월 14일      | 와타나베 히로유키, 하라 히데코 부부, 니시무라 토모미, 니시오 타쿠미 부부 IZAM, 요시오카 미호 부부                |                          |
| 8             | 2월 21일      | 이치하라 하야토                                                                                                  |                          |
| 9             | 2월 28일      | 이시다 준이치, 타케다 노부히로, JOY                                                                              |                          |
| 10            | 3월 7일       | 하세가와 준 |                          |
| 11            | 3월 14일      | 타카기 미호, 타다 미츠요, 타카시마 치사코                                                                        |                          |
| 12            | 3월 21일      | JUJU |                          |
| 13            | 3월 28일      | 하토야마 미유키, 런던부츠 1호2호                                                                                 | 봄 1시간 스페셜          |
| 14            | 4월 4일       | 사쿠라이 쇼 |                          |
| 15            | 4월 18일      | 아카시야 산마, 누쿠미즈 요이치, 카다루카나루 타카, 마츠오 반나이 쇼후쿠테이 쇼헤이, 무라카미 조지, 하자마 칸페이 | 5주년 기념 1시간 스페셜  |
| 16            | 4월 25일      | 오카무라 타카시                                                                                                  |                          |
| 17            | 5월 2일       | GACKT |                          |
| 18            | 5월 9일       | 코바야시 마야 |                          |
| 19            | 5월 16일      | 특집 |                          |
| 20            | 5월 23일      | 마츠코 디럭스 |                          |
| 21            | 5월 30일      | 후르츠 펀치 모자, 폴링 러브 모자, 카노 에이코 모자                                                               |                          |
| 22            | 6월 6일       | 키타노 타케시 |                          |
| 23            | 6월 13일      | 스즈키 쿄카, 나카마 유키에                                                                                       | FLOWERS 1시간 스페셜     |
| 24            | 6월 20일      | JOY |                          |
| 25            | 6월 27일      | 다카오카 소스케                                                                                                  |                          |
| 26            | 7월 4일       | 나카 리이사 |                          |
| 27            | 7월 18일      | 와타나베 켄 |                          |
| 28            | 7월 25일      | 아시다 마나 |                          |
| 29            | 8월 1일       | 니시키도 료 |                          |
| 30            | 8월 8일       | 콘도 마사히코 |                          |
| 31            | 8월 15일      | 마츠모토 아키코, 니시무라 토모미, 카네코 테츠오, 오카다 케이스케                                                 |                          |
| 32            | 8월 22일      | 고쿠분 타이치 |                          |
| 33            | 8월 29일      | 미즈시마 히로 |                          |
| 34            | 9월 5일       | 도모토 코이치 |                          |
| 35            | 9월 12일      | 미우라 하루마 |                          |
| 36            | 9월 19일      | 미네 류타 |                          |
| 37            | 9월 26일      | 피스 |                          |
| 38            | 10월 3일      | 실베스터 스탤론, 돌프 룬드그렌                                                                                   |                          |
| 39            | 10월 10일     | 츠마부키 사토시, 오구리 슌, 에이타, 미우라 하루마, 미야자키 아오이                                               | 꽃미남&미녀 1시간 스페셜 |
| 40            | 10월 17일     | 오카다 마사키, 아오이 유우, 시노하라 료코                                                                        | 1시간 스페셜             |
| 41            | 10월 24일     | 나카시마 미카 |                          |
| 42            | 10월 31일     | 하나다 마사루, 다이아몬드☆유카이, 놋치                                                                           |                          |
| 43            | 11월 7일      | 하리센본 |                          |
| 44            | 11월 14일     | 안 |                          |
| 45            | 11월 21일     | 이시즈카 히데히코, 우치야마 신지, 나가토모 미츠히로 쿠로사와 카즈코, 폴링러브                                    |                          |
| 46            | 11월 28일     | D☆DATE |                          |
| 47            | 12월 5일      | 마츠야마 켄이치, 키쿠치 린코                                                                                     | 노르웨이의 숲 스페셜     |
| 48            | 12월 12일     | 우스다 아사미 |                          |
| 49            | 12월 26일     | 특집 |                          |

### 2011년
| 2011년 게스트 | 2011년 게스트 | 2011년 게스트 | 2011년 게스트             |
| 회수          | 방송일        | 게스트 | 비고                      |
| ------------- | ------------- | --- | ------------------------- |
| 1             | 1월 9일       | 카리나 |                           |
| 2             | 1월 16일      | 타노싱고 |                           |
| 3             | 1월 23일      | 스즈키 오사무, 오시마 미유키 부부 |                           |
| 4             | 1월 30일      | 실크, 오쿠보 카요코, 아시안 |                           |
| 5             | 2월 6일       | 야마시타 토모히사 |                           |
| 6             | 2월 13일      | Mitz Mangrove |                           |
| 7             | 2월 20일      | 하토리 신이치 |                           |
| 8             | 2월 27일      | 하세가와 준 | 하와이에서 녹화           |
| 9             | 3월 6일       | 사토 류타, 카미지 유스케 |                           |
| 10            | 3월 20일      | 슬림 클럽 |                           |
| 11            | 3월 27일      | 아오이 유우, 아시다 마나, 이시즈카 히데히코, 우스다 아사미 오카무라 다카시, 스즈키 오사무, 오시마 미유키, 타노싱고 하토리 신이치, Mitz Mangrove, 기타노 다케시, 미야자키 아오이, 와타나베 겐 | 호화 명장면 특집          |
| 12            | 4월 3일       | 다카시마 치사코, 키사 아야코, 우치다 쿄코, 치노 시오 | 미인 엄마 특집            |
| 13            | 4월 10일      | 사카나 군, 니노미야 카즈나리 | 1시간 스페셜              |
| 14            | 4월 24일      | 나가사쿠 히로미 |                           |
| 15            | 5월 1일       | 나가사와 마사미 |                           |
| 16            | 5월 8일       | 아이다 쇼코, 하이다 쇼코, 시게모리 사토미 |                           |
| 17            | 5월 15일      | 이토 아사코 |                           |
| 18            | 5월 22일      | 쓰쓰미 신이치 |                           |
| 19            | 5월 29일      | 미즈키 아리사 |                           |
| 20            | 6월 5일       | 사사키 구라노스케 |                           |
| 21            | 6월 12일      | 고즈카 다카히코 |                           |
| 22            | 6월 19일      | 가쓰마타 구니카즈, 하라구치 아키마사, 스기우라 타이요, 와타나베 요이치 |                           |
| 23            | 6월 26일      | 이마다 고지, 미야가와 다이스케 |                           |
| 24            | 7월 3일       | 마쓰다 쇼타 |                           |
| 25            | 7월 10일      | 나리미야 히로키 |                           |
| 26            | 7월 17일      | 가토 세이시로 |                           |
| 27            | 7월 24일      | 타케이 에미 |                           |
| 28            | 7월 31일      | 후지모리 싱고, 시마다 슈헤이, 사토 가요 | 부모와 함께 출연          |
| 29            | 8월 7일       | 하마다 다쓰오미 |                           |
| 30            | 8월 14일      | 야마다 하나코, 헨미 에미리, 니시카와 아야코 |                           |
| 31            | 8월 21일      | 구시켄 요코, 모오 중학생, 탄포포 | 부모와 함께 출연          |
| 32            | 8월 28일      | 스기타 가오루, 스기무라 다이조, 공유 | 한국 맛집 & 꽃미남 스페셜 |
| 33            | 9월 4일       | 겐도 고바야시 |                           |
| 34            | 9월 11일      | 우치다 아쓰토 |                           |
| 35            | 9월 18일      | 반도 에이지, 다카다 준지, 오기 나오키 |                           |
| 36            | 9월 25일      | 히사모토 마사미, 이토 아사코, 아시다 마나 |                           |
| 37            | 10월 2일      | 오타 미쓰오, 다이아몬드☆유카이 | 집 비교 스페셜            |
| 38            | 10월 9일      | 야베 히로유키, 하토리 신이치, 기타무라 가즈키 | 가을 특집 1시간 스페셜    |
| 39            | 10월 23일     | 미타니 코키 | 도중에 YOU 등장           |
| 40            | 10월 30일     | 엔도 겐이치 | 도중에 가타세 리노 등장   |
| 155           | 11월 6일      | 스키모토 아야, 나츠코 소네부부 |                           |
| 156           | 11월 13일     | 이세야 유스케 |                           |
| 156           | 11월 20일     | 아사노 아츠코 |                           |
| 157           | 11월 27일     | 미야자와 리에 |                           |
| 156           | 12월 4일      | 스즈키 사와 |                           |
| 157           | 12월 18일     | 하세가와 히로키 |                           |

### 2012년
| 2012년 게스트 | 2012년 게스트 | 2012년 게스트                                                             | 2012년 게스트 |
| 회수          | 방송일        | 게스트                                                                    | 비고          |
| ------------- | ------------- | ------------------------------------------------------------------------- | ------------- |
| 158           | 12월 11일     | 코이케 에이코                                                             |               |
| 159           | 1월 8일       | 하세베 마코토, 스지키 후쿠                                                |               |
| 160           | 1월 15일      | 하마다 가쿠                                                               |               |
| 160           | 1월 22일      | 호테이 토모야스                                                           |               |
| 158           | 1월 29일      | 코바야시 세이란, 타니 카논, 혼다 미유, 모우리 코코                        |               |
| 161           | 2월 5일       | 키시타니 고로, 테라와키 야스후미, 미우라 하루마                           |               |
| 162           | 2월 12일      | 야쿠쇼 코지                                                               |               |
| 161           | 2월 19일      | 마츠오카 쇼죠                                                             |               |
| 163           | 2월 26일      | 아키노 요코, 아리가 사츠키, 타나카 리츠코, 히로타 레오나 & 아이들         |               |
| 163           | 3월 4일       | 단 레이                                                                   |               |
| 164           | 3월 11일      | 카토 차 부부                                                              |               |
| 164           | 3월 18일      | 이치무라 마사치카                                                         |               |
| 162           | 4월 8일       | 아사오카 메구미, 아카이 히데카즈, 라모스 루이, 루오 시바, 카이야 & 아이들 |               |
| 165           | 4월 22일      | 코지마 케이코, 토노 나기코, 미치바타 안젤리카                             |               |
| 162           | 4월 29일      | 아베 히로시                                                               |               |
| 165           | 5월 6일       | 타케이 에미 키키 키린                                                     |               |
| 166           | 5월 13일      | 이치카와 카메지로                                                         |               |
| 166           | 5월 27일      | 아사다 마오                                                               |               |
| 167           | 6월 3일       | 모모이로 클로버 Z                                                         |               |
| 168           | 6월 10일      | 토모사카리에, 스네오헤아 부부                                             |               |
| 169           | 6월 27일      | 나가토모 유코                                                             |               |
| 169           | 6월 24일      | 마키요코                                                                  |               |
| 167           | 7월 1일       | 이노우에 마오                                                             |               |
| 168           | 7월 8일       | 나마세 카츠히사                                                           |               |
| 169           | 7월 15일      | 후루타 아라타                                                             |               |
| 167           | 7월 22일      | 다케다 쿠미코, 아사카 유이, 타치바나 리사 & 아이들                        |               |
| 170           | 7월 29일      | 미즈하라 키코                                                             |               |
| 170           | 8월 5일       | NEWS                                                                      |               |
| 170           | 8월 12일      | 야스다 나루미                                                             |               |
| 170           | 8월 19일      | 미즈노 유지, 기요하라 가즈히로, 모토키 다이스케 야구선수                  |               |
| 171           | 8월 26일      | 마쓰다 다케시, 이리에 료스케, 다테이시 료 수영선수                        |               |
| 171           | 9월 2일       | 야마다 유                                                                 |               |
| 172           | 9월 9일       | 마츠시마 나호미                                                           |               |
| 172           | 9월 16일      | 히카와 키요시                                                             |               |
| 173           | 9월 30일      | 후쿠하라 아이                                                             |               |
| 173           | 10월 7일      | 타케이 에미 키키 키린                                                     |               |
| 173           | 10월 14일     | 마츠모토 이요,히로미 부부                                                 |               |
| 174           | 10월 21일     | 키리타니 켄타                                                             |               |
| 175           | 10월 28일     | 미조바타 준페이                                                           |               |
| 167           | 11월 4일      | 카미에 사토시, 슨타이이치, 이시다 에리이누, 미우라 아사미                 |               |
| 176           | 11월 11일     | 아키라                                                                    |               |
| 176           | 11월 18일     | 야마다 타카유키                                                           |               |
| 175           | 11월 25일     | 쿠리하라 루이                                                             |               |
| 177           | 12월 2일      | 카메나시 카즈야 안 스즈키 후크                                            |               |
| 178           | 12월 30일     | 銀さん四姉妹 요시다 사호리 스기짱시즈쿠짱                                 |               |

### 2013년
| 2013년 게스트 | 2013년 게스트 | 2013년 게스트                         | 2013년 게스트 |
| 회수          | 방송일        | 게스트                                | 비고          |
| ------------- | ------------- | ------------------------------------- | ------------- |
| 179           | 1월 6일       | 미즈가와 아사미                       |               |
| 178           | 1월 20일      | 마츠자카 토리                         |               |
| 180           | 1월 27일      | 하네다 에리카쿠와바타 리에나츠코 소네 |               |

### 2014년
| 2014년 게스트 | 2014년 게스트 | 2014년 게스트                               | 2014년 게스트                      |
| 화수          | 방송일        | 게스트                                      | 비고                               |
| ------------- | ------------- | ------------------------------------------- | ---------------------------------- |
| 417           | 1월 12일      | 스즈키 쿄카                                 |                                    |
| 418           | 1월 19일      | 타케이 에미                                 |                                    |
| 419           | 1월 26일      | 와타나베 안                                 |                                    |
| 420           | 2월 2일       | 이시즈카 히데히코（혼쟈마카）               |                                    |
| 421           | 2월 9일       | 이쿠타 토마                                 |                                    |
| 422           | 2월 16일      | 에비하라 유리・미즈하라 키코・코지마 하루나 | 미녀 1시간 SP                      |
| 423           | 2월 23일      | 이모토 아야코                               | 도중에 이토 아사코가 등장          |
| 424           | 3월 2일       | 미우라 가즈요시                             |                                    |
| 425           | 3월 9일       | 카와코 노부아키                             | 도중에 스기우라 타이요가 등장      |
| 426           | 3월 16일      | ATSUSHI（EXILE）                            |                                    |
| 427           | 3월 30일      | 이마다 코지                                 |                                    |
| 428           | 4월 13일      | 히라이 리오・이노우에 마오                  |                                    |
| 429           | 4월 20일      | 아카시야 산마                               |                                    |
| 430           | 4월 27일      | 하카타하나마루·다이기치                     |                                    |
| 431           | 5월 4일       | 미우라 아사미                               |                                    |
| 432           | 5월 11일      | 아베 히로시                                 |                                    |
| 433           | 5월 18일      | 미야카와 다이스케                           |                                    |
| 434           | 5월 25일      | 타카시마 마사히로                           |                                    |
| 435           | 6월 1일       | 니카이도 후미                               |                                    |
| 436           | 6월 8일       | 요시다 마야                                 |                                    |
| 437           | 6월 15일      | 아오이 유우                                 |                                    |
| 438           | 6월 22일      | 미야자와 리에                               |                                    |
| 439           | 6월 29일      | 캬리 파뮤파뮤                               |                                    |
| 440           | 7월 6일       | HIRO（EXILE）                               |                                    |
| 441           | 7월 13일      | 칸다 사야카                                 |                                    |
| 442           | 7월 20일      | 사토 타케루                                 |                                    |
| 443           | 7월 27일      | 타이라 아이리                               |                                    |
| 444           | 8월 3일       | 야마다 료스케                               |                                    |
| 445           | 8월 10일      | 코니시 마나미                               |                                    |
| 446           | 8월 17일      | 사반나                                      |                                    |
| 447           | 8월 24일      | 카미시게 사토시・마스 타이치・다나카 타     | 인기남성 아나운서 대집합 SP        |
| 448           | 8월 31일      | 카라사와 토시아키                           | 도중에 언재시 코지마 카즈야가 등장 |
| 449           | 9월 7일       | 이세야 유스케                               |                                    |
| 450           | 9월 14일      | 나카이 키이치                               |                                    |
| 451           | 9월 21일      | 이시카와 카스미                             |                                    |
| 452           | 9월 28일      | 미즈카와 아사미                             |                                    |
| 453           | 10월 5일      | 키시모토 세실                               |                                    |

## 에피소드
- 2007년 3월 4일(제91회) 방영 분에서는 전 프로그램 《행렬이 생기는 법률 상담소》의 최강 변호사군단(마루야마, 기타무라, 스미다)와 이소노 기리가 게스트로 등장했다. 당일 《행렬...》에 《오샤레...》 MC 3명이 출연해 프로그램끼리의 콜라보레이션이 실현되었다.

- 2007년 3월 11일(제92회) 방영 분에서는 바비가 크림스튜 우에다를 슈크림 우메다로, 오샤레이즘을 다자레(말 장난)이즘으로 착각.

- 2007년 11월 11일(제152회) 방영 분에서는 우에다가 갸루소네에게 최고급 초밥을 양껏 먹이는 기획이 방송되었다. 불안한 표정으로 응시하는 우에다를 아랑곳하지 않고 갸루소네는 최고급 초밥으로 식사를 마쳤고, 60만 엔이 청구된 영수증을 본 우에다는 "왜 일을 할수록 적자야!"라며 한탄했다.

- 노쿠보 나오키가 출연한 2009년 1월 4일(제179회) 방영 분에는 통상대로 스튜디오에서 촬영되었지만, 우에하라 미유는 고향 다네가섬에서 촬영했으며 가족도 등장했다.

- 2009년 10월 4일 방영 분에서는, 시세이도 uno 광고에 함께 출연한 츠마부키 사토시, 오구리 슌, 에이타, 미우라 하루마가 게스트로 출연했으며, 21.7% (간토 지구, 비디오 리서치), 순간 최고 시청률은 24.8%)의 높은 시청률을 기록했다.

- 2011년 3월 13일은 2011년 도호쿠 지방 태평양 해역 지진 특별 프로그램으로 인해 방송되지 않았다.

## 스태프
- 구성: 쿠라나리, 이이다 나츠코, 호리에 마사유키, 키타모토 카츠라, 사메하다 몬주, 이시하라 겐지, 우에노 고헤이
- 내레이션: 유키 치카
- 미술: 다카쓰 코이치로
- 디자인: 야나기야 마사미
- TM: 다카기 후유오
- SW: 쓰다 요시키
- 카메라: 미즈나시 준
- 음성: 사사카와 히데오
- 조명: 사노 히로유키
- 조정: 스즈키 아키히로
- 음향효과: 가토 히사요시
- TK: 미나미다 메구미
- 편집: 이마무라 마토코 (옴니버스 재팬)
- MA: 니시무라 요시오 (옴니버스 재팬)
- 스타일리스트: 요시다 히로히사, 아베 츠요시, 히라타 사유리
- 헤어 메이크업: 오와타리 야치요, 노다 토모코
- 홍보: 사이토 유미
- 디렉터: 테라자와 류, 도야마 히로시, 마츠다 코키, 이자와 요스케
- 치프 디렉터(CD): 하시구치 히로유키
- 연출: 호조 노부키
- 프로듀서: 오이카와 치즈
- 치프 프로듀서(CP): 오노 슈사쿠
- 제작협력: 붐 업
- 제작저작: NTV

## 방송국
| 방송 대상 지역      | 방송국                             | 계열                              | 방송 요일, 방송 시간              |
| ------------------- | ---------------------------------- | --------------------------------- | --------------------------------- |
| 간토 광역권         | 일본 TV(NTV) 《오샤레이즘》 제작국 | NNN(NNN)                          | 일요일 22:00 ~ 22:30              |
| 홋카이도            | 삿포로 TV(STV)                     | NNN(NNN)                          | 일요일 22:00 ~ 22:30              |
| 아오모리현          | 아오모리 방송(RAB)                 | NNN(NNN)                          | 일요일 22:00 ~ 22:30              |
| 이와테현            | TV 이와테(TVI)                     | NNN(NNN)                          | 일요일 22:00 ~ 22:30              |
| 미야기현            | 미야기 텔레비전(MMT)               | NNN(NNN)                          | 일요일 22:00 ~ 22:30              |
| 아키타현            | 아키타 방송(ABS)                   | NNN(NNN)                          | 일요일 22:00 ~ 22:30              |
| 야마가타현          | 야마가타 방송(YBC)                 | NNN(NNN)                          | 일요일 22:00 ~ 22:30              |
| 후쿠시마현          | 후쿠시마 중앙 TV(FCT)              | NNN(NNN)                          | 일요일 22:00 ~ 22:30              |
| 야마나시현          | 야마나시 방송(YBS)                 | NNN(NNN)                          | 일요일 22:00 ~ 22:30              |
| 니가타현            | TV 니가타(TeNY)                    | NNN(NNN)                          | 일요일 22:00 ~ 22:30              |
| 나가노현            | TV 신슈(TSB)                       | NNN(NNN)                          | 일요일 22:00 ~ 22:30              |
| 시즈오카현          | 시즈오카 제1 TV(SDT)               | NNN(NNN)                          | 일요일 22:00 ~ 22:30              |
| 도야마현            | 기타니혼방송(KNB)                  | NNN(NNN)                          | 일요일 22:00 ~ 22:30              |
| 이시카와현          | TV 가나자와(KTK)                   | NNN(NNN)                          | 일요일 22:00 ~ 22:30              |
| 후쿠이현            | 후쿠이 방송(FBC)                   | NNN(NNS) / ANN계 크로스국         | 일요일 22:00 ~ 22:30              |
| 주쿄 광역권         | 주쿄 TV(CTV)                       | NNN                               | 일요일 22:00 ~ 22:30              |
| 긴키 광역권         | 요미우리 TV(ytv)                   | NNN                               | 일요일 22:00 ~ 22:30              |
| 돗토리현·시마네현   | 니혼카이 TV(NKT)                   | NNN                               | 일요일 22:00 ~ 22:30              |
| 히로시마현          | 히로시마 TV(HTV)                   | NNN                               | 일요일 22:00 ~ 22:30              |
| 야마구치현          | 야마구치 방송(KRY)                 | NNN                               | 일요일 22:00 ~ 22:30              |
| 도쿠시마현          | 시코쿠 방송(JRT)                   | NNN                               | 일요일 22:00 ~ 22:30              |
| 오카야마현·가가와현 | 니시니혼 방송(RNC)                 | NNN                               | 일요일 22:00 ~ 22:30              |
| 아이치현            | 난카이 방송(RNB)                   | NNN                               | 일요일 22:00 ~ 22:30              |
| 고치현              | 고치 방송(RKC)                     | NNN                               | 일요일 22:00 ~ 22:30              |
| 후쿠오카현          | 후쿠오카 방송(FBS)                 | NNN                               | 일요일 22:00 ~ 22:30              |
| 나가사키현          | 나가사키 국제 TV(NIB)              | NNN                               | 일요일 22:00 ~ 22:30              |
| 구마모토현          | 구마모토현민 TV(KKT)               | NNN                               | 일요일 22:00 ~ 22:30              |
| 오이타현            | TV 오이타(TOS)                     | FNN / NNN (NNS) 크로스국          | 일요일 22:00 ~ 22:30              |
| 미야자키현          | TV 미야자키(UMK)                   | FNN / NNN / ANN 트리플 네트워크국 | 일요일 22:00 ~ 22:30              |
| 가고시마현          | 가고시마 요미우리 TV(KYT)          | NNN(NNS)                          | 일요일 22:00 ~ 22:30              |
| 오키나와현          | 오키나와 TV(OTV)                   | 후지 TV(FNN) 단일 계열            | 월요일 19:30 ~ 20:00 (8일 딜레이) |